# ТВ-6
«ТВ-6» — российский телеканал, осуществлявший своё вещание с 1 января 1993 по 22 января 2002 года. Редакции и студии телеканала располагались в телецентре «Останкино» (АСК-1). Стал вторым независимым частным эфирным телеканалом Москвы после 2x2.

## История

### Предыстория
Вещание на 6 телевизионном канале (ТВК) в Москве началось в 1970-х годах. Тогда был установлен относительно слабый передатчик мощностью 100 Вт, который был закреплён за службой оповещения Гражданской обороны. В 1980 году во время Олимпиады в Москве, в 1984 году во время соревнований «Дружба» и в 1986 году во время Игр доброй воли в Москве использовался как технический канал. Во времена Перестройки на канале велись трансляции Олимпийских игр в Сеуле и теннисных турниров Открытых чемпионатов Англии и Франции. Трансляции велись без комментаторов и в полном объёме. В начале 1990-х годов шестой частотный канал оставался последним свободным каналом в метровом диапазоне московской сетки телевещания.

### 1991—1993. Основание телеканала, формирование штата

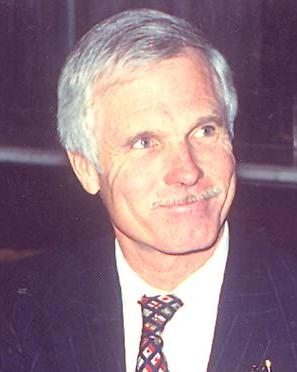
Тед Тёрнер в 1993 году

В августе 1991 года было создано АОЗТ «Московская Независимая Вещательная Корпорация» (МНВК), акционерами которой выступили организации (Правительство Москвы, АОЗТ «Логоваз», «Мосбизнесбанк», Международный нефтяной концерн «Лукойл», Главный центр радиовещания и телевидения РФ, киноконцерн «Мосфильм») и физические лица (Эдуард Сагалаев, Олег Орлов, Нугзар Попхадзе).
1 сентября 1991 года МНВК получила лицензию на вещание при содействии тогдашнего премьера правительства Москвы Юрия Лужкова и заместителя министра связи СССР Александра Иванова. 17 мая 1992 года было достигнуто и подписано соглашение между МНВК и CNN, согласно которому два часа вещания новостей CNN показывались бы на новом канале в Москве с синхронным переводом. На следующий день МНВК начала пробное (тестовое) вещание своего нового телеканала. В этом же году во время визита в Москву американского медиамагната Теда Тёрнера между МНВК и Turner Broadcasting System был подписан договор о создании совместного частного независимого телевизионного канала, который получил название «TV-6 Москва». Президентом «TV-6 Москва» стал Эдуард Сагалаев, вице-президентом — кинодраматург Виктор Мережко, который лично по доверенности Сагалаева получал первую лицензию на вещание телеканала.
О происхождении названия телеканала Сагалаев впоследствии вспоминал:

… название «ТВ-6 Москва» телеканал получил потому, что московская мэрия была в учредителях, и я тогда убеждал Юрия Михайловича Лужкова, что канал с таким названием очень нужен городу. Дайте нам денег, говорил я, и правительство Москвы стало одним из учредителей.
— 
В августе 1992 года комиссия по теле- и радиовещанию объявила о проведении конкурса на шестую метровую частоту, даже несмотря на то, что у МНВК уже была своя лицензия, полученная годом ранее сроком на пять лет. Этот шаг был вызван решением Совета министров РФ о перерегистрации всех союзных лицензий, полученных до декабря 1991 года. 12 ноября 1992 года МНВК выиграла на конкурсе лицензию на 6 ТВК, опередив газету «Аргументы и факты» и радиостанцию «Европа плюс».

### 1993—1995. Начало вещания
Телеканал «TV-6 Москва» впервые вышел в эфир 1 января 1993 года. Первоначальный объём вещания составлял 5 часов в сутки (с 19:00 до 0:00 мск), аудитория — 500 тысяч зрителей на территории Москвы и Московской области, из-за маломощного передатчика и в телецентре «Останкино», и в телебашне «Останкино», и недооборудованности коллективных телеантенн Москвы, телеканал изначально можно было принимать лишь на комнатные и индивидуальные антенны в радиусе 8-10 километров от телебашни. Телеканал был задуман Сагалаевым как народный и семейно-развлекательный, который можно было бы смотреть телезрителям всех возрастов.
В отличие от концепции Сагалаева, телеканал «TV-6 Москва» задумывался его учредителями как совместное российско-американское коммерческое партнёрство, в рамках которого Turner Broadcasting System обязалась поставлять для него фильмы и новости, а российская — создать частный телеканал, который представлял бы интересы Теда Тёрнера в регионах страны. В зону ответственности Тёрнера также входило обеспечение канала рекламой: поначалу на шестом канале в течение всего эфирного времени показывались рекламные ролики Procter & Gamble. Доходы от рекламы должны были делиться в пропорции между CNN и TV-6, но фактически американцы отчисляли российской стороне столько, сколько считали нужным. Ввиду того, что российская сторона не контролировала денежные потоки, в том числе и деньги от рекламы, в июле 1994 года на канале было принято решение создать собственную рекламную службу, которую возглавил однокурсник Александра Пономарёва Сергей Соколовский. В 1996 году для работы с малобюджетными клиентами, чьи ролики размещались в региональных рекламных блоках, к этой службе добавилось рекламное агентство «ТВ-6 Медиа», которое возглавила Лариса Синельщикова.
В апреле 1994 года «TV-6 Москва» начал вещание на другие регионы России. Этот проект был реализован 20 апреля 1994 года за счёт аренды транспондера на одном из спутников «Горизонт» в позиции «Стационар-13» что на 80 градусах восточной долготы. Это позволило получить потенциальную возможность приема канала практически на всей территории СНГ. Трансляция «TV-6 Москва» была организована по принципу сетевого телеканала — собственная частота была только в Москве, во всех остальных городах эфир шёл через частоты региональных телекомпаний-посредников, при этом на них же лежала и ответственность за распространение телевизионного сигнала. МНВК предлагала посредникам относительно гибкую программную политику, построенную на оптимальном для региональных телекомпаний сочетании программ «TV-6 Москва» и программ собственного производства, в том числе и местных выпусков новостей. Вещание канала в прайм-тайм могло перекрываться передачами местного производства, в связи с чем передачи вечернего блока показывались в записи с разницей по времени от нескольких часов до нескольких дней. Трансляция канала в аналоговом качестве велась без поправок на часовые пояса, а в отдельных городах она и вовсе шла в записи, или чередуясь с местными программами. С 1995 по 2002 год во время ежедневных ночных перерывов в вещании через спутник для региональных телекомпаний, находившихся в восточных регионах России, транслировались художественные фильмы и сериалы с целью их ретрансляции в более удобное для зрителей время.
В июне 1994 года договор о создании совместного российско-американского телеканала был расторгнут по инициативе российской стороны, и в связи с этим Turner Broadcasting System выходит из состава учредителей «TV-6 Москва». Спустя несколько лет президент Фонда защиты гласности Алексей Симонов в своей книге «Конец праздника непослушания» процитировал слова Сагалаева: «Наши партнёры, которые ехали из провинциального города Атланты и из других провинциальных городов Америки работать к нам в европейскую столицу, приехали с ощущением того, что попали в африканскую страну, где можно на бусы из ракушек выменять право на равное совладение телевизионным каналом, который будет вещать на десятки миллионов зрителей».

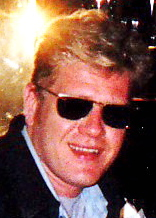
Иван Демидов, ведущий программы «МузОбоз» и один из руководителей ТВ-6

Разделяя точку зрения своего руководителя, назначенный Сагалаевым в январе 1993 года генеральный директор «TV-6 Москва» Александр Пономарёв также понимал, что для того, чтобы освоить потенциально очень богатый российский телевизионный рынок, нужны не американские управляющие, а собственная российская команда молодых профессионалов. Первым из них летом 1993 года стал ведущий программы «МузОБОЗ» Иван Демидов, назначенный главным продюсером «TV-6 Москва». Его заместителем стал режиссёр Московской редакции ЦТ Гостелерадио СССР Александр Олейников. Основной задачей Демидова и Олейникова стало создание и развитие канала в новом для России формате развлекательного телевидения. Это закономерно привело к тому, что за сравнительно короткий срок «TV-6 Москва» из московского телеканала стал одним из лидеров федерального телевещания и своеобразной «кузницей кадров» для нового поколения звёзд российского шоу-бизнеса. Спустя полгода генеральным продюсером телеканала становится Кирилл Легат; примерно тогда же с 1-го канала Останкино на TV-6 стали переходить многие закадровые сотрудники.
27 ноября 1994 года ЗАО «Московская независимая вещательная корпорация» был подписан договор с агентством Premier SV о предоставлении эксклюзивного права продажи рекламных возможностей телеканала «TV-6 Москва», который был расторгнут в марте 1995 года, после чего телеканал стал продавать рекламу самостоятельно. Повторный эксклюзивный договор с Premier SV на канале заключили только в декабре 1996 года.
Сетка вещания
Будничная программа (с 19:00 до 0:00) изначально состояла из отечественных и зарубежных художественных кино- и телефильмов (рубрики «Кинотеатр ТV6» и «Золотая фильмотека» соответственно) и двух выпусков новостей CNN с синхронным переводом на русский язык, осуществлявшимся авторскими переводчиками VHS Петром Карцевым и Антоном Алексеевым или же бывшим переводчиком ООН Аркадием Горячевым. Включение в сетку вещания новостей CNN подчёркивало аполитичность канала и его сознательную дистанцированность от политических противостояний в России начала 1990-х годов. 3-5 октября 1993 года на телеканале показывали прямую круглосуточную трансляцию CNN штурма Белого дома с комментарием Петра Карцева. Программа выходных дней включала в себя, кроме фильмов и новостей, ещё и мультипликационные фильмы. На начальном этапе работы канала все зарубежные художественные фильмы и мультфильмы предоставлял Тед Тёрнер, будучи владельцем кинокомпании MGM. В предоставленный пакет, по воспоминаниям Сагалаева, входили фильмы, произведённые в 1950-е и 1960-е годы, а также мюзиклы, комедии, вестерны, кинокартины с участием Греты Гарбо и Элизабет Тейлор, вызвавшие большой интерес со стороны телеаудитории. Позднее в кинопоказ стали включаться и более новые фильмы, снятые до 1990-х годов включительно. Киноленты советского периода брались из архива киностудии «Мосфильм», свои фильмы также предоставляли Карен Шахназаров, Никита Михалков, Ролан Быков, Роман Балаян и др. 31 декабря 1994 года на TV-6 был показан фильм Эльдара Рязанова «Ирония судьбы, или С лёгким паром!» с которого принято отсчитывать начало традиции показа фильма каждый год 31 декабря, которая продолжается по сей день.
В первый год своего существования в эфире вместе с «TV-6 Москва» на одной частоте 4 часа в день вещал канал «Северная корона», основанный Международным телевизионным бизнес-университетом (МТБУ). Он рассматривал своей аудиторией людей, интересующихся проблемами экономики. Несмотря на отсутствие финансирования, в эфир «Северной короны» включались художественные, документальные, научно-познавательные фильмы (в том числе и американского производства) и развлекательные передачи, а также еженедельная тематическая программа «Воен-ТВ представляет». Основополагающими целями канала являлись расширение кругозора аудитории и повышение уровня её культуры.
С 4 июля 1993 года в сетку канала «TV-6 Москва» был добавлен утренний блок с 10:30 до 12:30, состоявший из мультипликационного фильма, детского художественного кино- или телефильма и выпуска новостей CNN
. С 9 июля были добавлены музыкальные программы MTV Europe, показывавшиеся после полуночи, позже также и утром (их показ прекратится в 1995 году). К концу 1993 года вещание увеличилось до 10 часов в день.
В феврале-июне 1994 года началось производство собственных телепередач, первыми из которых стали «Кинескоп» и «ПОСТмузыкальные новости». С 1 июня 1994 года утренняя программа TV-6 была расширена: передачи стали начинаться в 6:30 (чуть позже — в 6:00) и заканчиваться в 13:00—13:30. В сетку вещания были добавлены ежедневный показ анимационной продукции, а также одного художественного кино- или телефильма. С 20 июня вещание утренне-дневного блока было увеличено до 15:00: добавлены дневной выпуск программы MTV и программа CNN «Футбол! Футбол!» (её введение было связано с тем, что в то время в США проходил Чемпионат мира по футболу). В связи с уходом американской стороны и прекращением сотрудничества с Тёрнером с 20 июня 1994 года из эфира канала исчезает рубрика «Золотая фильмотека», а все художественные фильмы стали выходить только под шапками «Кинотеатр TV-6», «Детский сеанс», «Ночной сеанс» и «Фильм недели» (последняя существовала до 25 сентября 1994 года, все остальные — до начала 2000-х годов).
С 18 июля 1994 года «TV-6 Москва» становится единственным вещателем на 6-м частотном канале. Переход всего теледня на 6 ТВК к каналу TV-6 произошёл в результате достижения взаимных договорённостей между МНВК и МТБУ, которые, в частности, подразумевали размещение программ производства последней компании внутри сетки TV-6 в рамках отдельного блока «Гаудеамус» (блок просуществовал около года; также он был известен под названиями «Летняя разминка» и «TV-дайджест»). Программа «Воен-ТВ представляет», ранее выходившая в эфирных промежутках МТБУ, в результате этих перестановок стала в течение некоторого времени выходить непосредственно на телеканале.
С 1 октября 1994 года канал открывает новый сезон, в рамках которого начинаются более активные производство и разработка концепций собственных, уже полностью российских телепроектов. Появляется обзорная передача «Катастрофы недели», где рассказывали об авариях и стихийных бедствиях по всему миру, и ток-шоу «Моё кино» с Виктором Мережко и Александром Олейниковым. Во время разработки нового формата вещания «TV-6 Москва» в качестве продюсера свои передачи предлагал известный актёр и шоумен Николай Фоменко. Среди них были такие проекты, как «Тебе решать», «Ночной актёрский клуб», «Доброе утро с Леонидом Лейкиным» и другие. Затем, когда концепцию вещания телеканала удалось полностью очертить, Фоменко ушёл оттуда ввиду того, что не нашёл на нём для себя и своих проектов подходящего места.

### 1995—1998. Ребрендинг, переименование

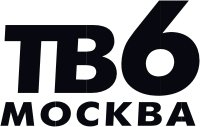
Логотип телеканала с русифицированным названием, использовавшийся с января 1995 до мая 1998 года

9 января 1995 года латинские буквы в названии и логотипе канала заменяет кириллица, и он впервые выходит в эфир как «ТВ-6 Москва». В этом же году Иван Демидов становится вице-президентом канала, а Александр Олейников занимает пост руководителя дирекции производства программ (генерального продюсера).
К 1996 году суточный объём вещания телеканала увеличивается до 18,5 часов. В связи с тем, что 10 % акций телеканала принадлежали правительству Москвы, ТВ-6 был включён в утверждённый мэром Лужковым социальный пакет из 7 обязательных для распространения на территории столицы каналов ГАО «Мостелеком» и, тем самым, был освобождён от оплаты собственного вещания по кабельным сетям. До этого момента канал вещал в Москве по кабелю на правах опционального коммерческого вещателя.
15 февраля 1996 года президент МНВК Эдуард Сагалаев был назначен председателем Всероссийской государственной телерадиокомпании. Предприниматель Борис Березовский получает под собственный контроль 37,5 % акций МНВК, столько же остаётся под контролем Сагалаева. Через год, после скандала, возникшего в ВГТРК вследствие неудовлетворительной работы Сагалаева на посту председателя госхолдинга, последний возвращается на ТВ-6, где снова занимает должность президента Московской независимой вещательной корпорации. В это же время при непосредственном участии канала и его генерального директора Александра Пономарёва был создан собственный симфонический оркестр «Русская филармония ТВ-6-Москва», учреждена неформальная театральная премия «Чайка».
Телеканал пользовался широкой популярностью среди молодёжи, рассматривавшейся его руководителями в качестве целевой аудитории. Официальный интернет-сайт телеканала позиционировал ТВ-6 как «телеканал двадцати-тридцатилетних, поколения, устремлённого в будущее, поколения, которое будет определять жизнь России в следующем тысячелетии». На ТВ-6 работали по преимуществу молодые сотрудники, средний возраст которых составлял 25-27 лет. При этом Иван Демидов не считал ТВ-6 исключительно молодёжным телеканалом, а воспринимал его скорее как «цветной» канал, где каждый зритель мог найти что-нибудь интересное для себя.
По инициативе Демидова на канале сразу же было принято решение не переманивать к себе известных телеведущих со стороны, а воспитывать собственные кадры. Так, именно на ТВ-6 дебютировали на экране или получили первую известность такие в дальнейшем известные телеведущие, как Илья Легостаев, Юлия Меньшова, Иван Усачёв, Александр Гордон, Андрей Добров, Пётр Толстой, Отар Кушанашвили, Анфиса Чехова, Лера Кудрявцева, Татьяна Лазарева, Михаил Шац, Пётр Фадеев, Роман Скворцов и другие. Штат сотрудников МНВК в разное время составлял от 36 до 486 человек.
Сетка вещания
К этому периоду относится появление в эфирной сетке канала ряда оригинальных программ, во многом определивших его лицо до 2001 года: «Я сама» (первое в России женское ток-шоу), «Скандалы недели» (тележурнал, посвящённый бытовым проблемам и светской жизни), «Аптека», «Дорожный патруль» (сводка городских происшествий), «Вы — очевидец» (программа, в которой показывались любительские смешные и шокирующие ролики, присланные телезрителями, а также профессиональные съёмки и зарубежная смешная реклама), «Чай-клуб», «Профессия», «Те кто», «Сделай шаг», «Театральный понедельник», «Мужской клуб» и прочие. Аналитическую нишу заполняла программа «Прогнозы недели», позже — «Обозреватель», автором и ведущим которой был молодой журналист Станислав Кучер. С этого момента и до конца вещания сильной стороной канала стали его «авторский» характер и упор на собственное творчество, оригинальные программные разработки, ставшие фирменным стилем ТВ-6. Таким программам отдавалось до 50 % от всей сетки вещания.

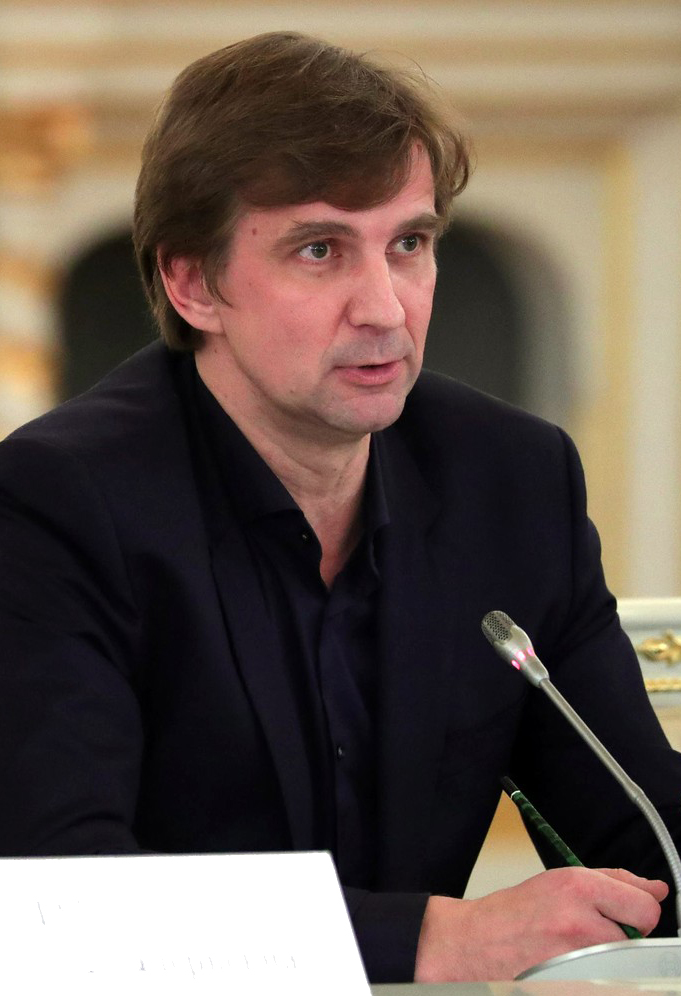
Станислав Кучер был ведущим программы «Обозреватель» и продюсером ТВ-6

С 1995 по 2001 год значительная часть эфира «TВ-6 Москва» была посвящена музыке — в частности, на канале несколько лет шли программа Ивана Демидова «МузОБОЗ» (затем получившая названия «Обоз» и «Обozzz-шоу»), ранее выходившая на 1-м канале Останкино и ОРТ, музыкальная программа «Диск-канал» под лозунгом «Все цвета музыки» и ток-шоу «Акулы пера», производившееся телекомпанией ВИD. Одновременно в программной сетке расширяется эфирное время, отданное под юмористические программы, создававшиеся бывшими участниками «КВН» — наиболее известными из которых являются «Раз в неделю», «Назло рекордам!?», «33 квадратных метра» и «О.С.П.-студия».
Помимо этого, тогда же зрители ТВ-6 получили эксклюзивную возможность смотреть популярные зарубежные сериалы, такие, как высокобюджетные фантастические («Вавилон-5», «Лексс», «Первая волна») или юмористические («Дежурная аптека», «Грейс в огне», «Третья планета от Солнца», «Женаты... с детьми»). В эфире шли повторы телесериалов, ранее транслировавшихся на других телеканалах («Дикая Роза», «Просто Мария», «Богатые тоже плачут», «Тропиканка», «Никто, кроме тебя», «Эдера», «Рабыня Изаура» и другие). Кинопоказ канала был преимущественно составлен из советских и иностранных фильмов. Показывались кино-, теле- и видеофильмы всех жанров и направлений, от детских фильмов и сказок — до боевиков, триллеров и эротических фильмов итальянского, американского и российского производства. В сетке вещания канала до 2001 года для показа художественных фильмов было выделено несколько постоянных линеек: утренняя, дневная (до конца 1990-х годов) и вечерне-ночная. В 1996—1997 годах на ТВ-6 состоялись всероссийские премьеры двух мультсериалов («Том, Джерри и их друзья» и «Джетсоны»), шедших в выделенном блоке «Cartoon Network» — американского детского телеканала, также основанного Тедом Тёрнером. Озвучиванием зарубежных фильмов для канала в разное время занимались студии «Фильмэкспорт», «Видеофильм», «Фортуна-Фильм», «Совенчер», «СВ-Кадр» и «СВ-Дубль», а также с 1998 года — отдел озвучивания телекомпании «НТВ-Плюс», дружественный команде Евгения Киселёва. Иногда в эфир попадали художественные и документальные фильмы с одноголосым закадровым переводом, а в поздние годы также закупались официальные или сторонние переводы фильмов от других телекомпаний.
Другими заметными акциями телеканала были: организация и демонстрация прямого эфира интервью Алексея Ефимова с Анатолием Карповым и Гарри Каспаровым в формате выяснения отношений, ставшего впоследствии лауреатом премии ТЭФИ, показ всех 12 серий «Семнадцати мгновений весны» в один день (первый опыт подобного показа длинных телесериалов за один день на российском телевидении), организация и проведение региональных фестивалей «6 дней ТВ-6» в Сургуте и Красноярске в 1997—1998 годах, приглашение Кшиштофа Пендерецкого на запись гимна «Слава святому Даниилу, князю Московскому» специально к 850-летию Москвы. С разной периодичностью до конца 1990-х годов в эфире ТВ-6 могли показываться и эксклюзивные прямые спортивные трансляции, за организацию которых отвечала Служба спортивного вещания МНВК во главе с продюсером Алексеем Ефимовым.
Весной 1996 года впервые создаётся собственная служба новостей. Появляется информационная программа «6 новостей». Делалось это для того, чтобы зритель в тех случаях, если он хотел узнать, что произошло в стране или мире, мог не переключаться на другой канал (в частности, на НТВ) и оставаться на ТВ-6 в целях поддержания его рейтинга. С 1 ноября 1997 года вместо программы «6 новостей» стали выходить выпуски новостей стороннего производства («ТСН-6», «Новости дня», «Шесть новостей недели» и «ТСН-Спорт»), которые выпускало информационное агентство «Телевизионная служба новостей» под руководством Александра Гурнова. Вечерние выпуски ТСН отличались интерактивностью: зрители путём телефонного голосования ежедневно определяли «новость дня», о которой делается специальный репортаж в итоговой программе в воскресенье. Но популярностью среди зрителей они не пользовались (рейтинг выпусков ТСН колебался на рубеже 0,1-0,9 %), вследствие чего через 2 года, в октябре 1999 года договор ТВ-6 и «ТСН» был разорван; сам же Гурнов при этом в одном из интервью заявлял, что рейтинги новостей ТСН на ТВ-6 были выше, чем у сериалов и ток-шоу, тем самым, опровергая тезис об их непопулярности среди зрителей.

### 1998—2000. Продажа акций Сагалаева. Борис Березовский
В 1998—1999 годах ТВ-6 переходит на смешанную систему распространения сигнала. Причиной корректировки политики регионального вещания стала ужесточившаяся конкуренция с появившимися за время существования телеканала новых телесетей, которые могли в отдельных случаях переманивать партнёров, на что в ТВ-6 ответили увеличением инвестиций в развитие сети. К уже имевшимся частоте в Москве и региональным партнёрам-посредникам стали добавляться собственные местные филиалы в городах России в статусе дочерних предприятий МНВК («ТВ-6 Петербург», «ТВ-6 Владимир», «ТВ-6 Кемерово», «ТВ-6 Поморье», «ТВ-6 Пермь» и «ТВ-6 Уфа»). Все они имели логотип, похожий на аналогичный у федерального вещателя, и собственные передачи, часто являвшиеся местными аналогами уже давно существующих на ТВ-6. Лицензии в таких регионах принадлежали ЗАО «МНВК», у которой к 2002 году насчитывалось 30 собственных частот. В мае 1998 года канал ввёл в эксплуатацию новый автоматизированный цифровой вещательный комплекс, что существенно улучшило качество выдачи программ и распространения сигнала.

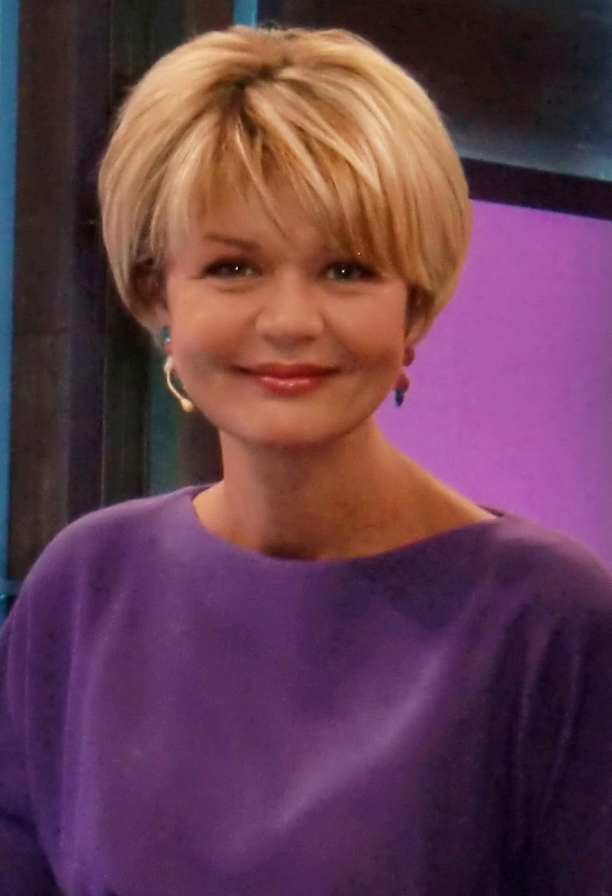
Юлия Меньшова, ведущая ток-шоу «Я сама» и директор производства программ ТВ-6

14 июня 1998 года происходит реорганизация структуры МНВК, где изначально существовали только одна дирекция канала ТВ-6 и несколько служб при ней. В результате преобразований были созданы новые корпоративные дирекции, работающие непосредственно на МНВК: генеральная дирекция, дирекция планирования и выпуска, дирекция производства программ, дирекция заказных программ и кинопоказа, дирекция региональных связей и ещё ряд других. У каждого из подразделений были свои руководители. Должность вице-президента, с которой Иван Демидов ранее совмещал исполнение обязанностей заместителя генерального директора, была упразднена. Должность руководителя дирекции производства программ занимает Юлия Меньшова, в то время как Александр Олейников становится директором дирекции планирования и выпуска.
В июне 1999 года Эдуард Сагалаев продаёт 37,5 % своих акций МНВК Борису Березовскому, благодаря чему Березовский консолидирует 75 % телеканала «ТВ-6 Москва». Наряду с ОРТ, «Нашим радио», «Коммерсантом», «Огоньком», «Независимой газетой» и REAL Records, ТВ-6 являлся частью медиагруппы Березовского. Причиной такого решения со стороны Сагалаева стали его концептуальные расхождения с покупателем акций: Березовский рассчитывал использовать ТВ-6 в политических целях, а Сагалаев очень хотел, чтобы он сохранился как канал семейного развлекательного вещания, каким и задумывался изначально. По воспоминаниям Сагалаева, «в управление шестого канала Березовский практически не вмешивался, кроме финансовых вопросов», равно как и его миноритарные акционеры. Александр Пономарёв же рассказывал, что Березовский видел ТВ-6 «каналом для активной части населения, который должен был быть более ярким, оптимистичным и более качественным по развлечениям». Инициатором покупки телеканала стал, по собственному утверждению, близкий к олигарху банкир Сергей Пугачёв.
Примерно в это же время ТВ-6 меняет своего рекламного партнёра на селлера Video International, поскольку Premier SV не удалось оправиться от последствий кризиса 1998 года.
В период с 1999 по 2000 год ТВ-6 демонстрировал отрицательную рейтинговую динамику. Причиной этого стало не только усиление позиций новых сетевых каналов (прежде всего, СТС и REN-TV), но и собственные проблемы и неудачи: сетка вещания телеканала состояла из программ собственного или стороннего производства, коммерческих передач, регулярных повторов недорогих сериалов, а также зарубежных (часто малоизвестных) художественных фильмов категорий B или C, повторявшихся по кругу раз в 3–4 месяца. Список сотни популярных программ за неделю на российских каналах содержал в себе минимальное количество программ ТВ-6, располагавшихся в его второй половине. Не пользовались популярностью ни информационное вещание, которым руководил Михаил Пономарёв, ни утреннее, под управлением Игоря Шестакова, ни запущенные осенью 1999 года общественно-политические проекты, ввиду чего в мае 2000 года были уволены все отвечавшие за них заместители генерального директора, в частности, Сергей Хегай и Людмила Селиванова.
О финансовом положении телеканала тех лет его ведущий и руководитель Александр Олейников вспоминал следующим образом:

С 1998 года ТВ-6, о чём мало кто знает, продавалось, и в него не вкладывалось ни копейки. Мы продавались Кирху, Мэрдоку, всех уже и не вспомнить. Мы занимались только тем, что готовили канал к продаже. Это были игры Березовского, и глупо говорить, что это мы загубили канал. Я работал по контракту и делал то, что мне говорили. И ТВ-6 не был убыточным каналом, мы фактически расплатились с долгами, которые были у нас с 1998 года.
— Интервью с А. Олейниковым в газете «Известия». — 2002 (30 августа)
Сетка вещания
Несмотря на экономический кризис, осенью 1998 года телеканал запускает в эфир новые программы «Дорожный патруль. Расследование», «БИС», «Радиохит», «СВ-шоу», «Плейбой», «Кабачок ОСП-стулья», а в начале 1999 года — «Детектив-шоу», «Наша музыка» и «Star Старт». В ноябре 1998 года создаётся утренний телеканал «День за днём» на базе Дирекции утреннего вещания МНВК в партнёрстве с радио «Ностальжи». Генеральным продюсером утреннего вещания стал ранее работавший на РТР Игорь Шестаков. Проходит премьера телесериала собственного производства «Чехов и Ко». Телеканал проводит прямые трансляции и включения с рок-фестивалей, в том числе «Максидрома» (в 1999 году) и «Нашествия» (в 2001 году). При этом из-за финансовых проблем на ТВ-6 происходят некоторые изменения в структуре его кинопоказа. В программной сетке было существенно расширено время для демонстрации телесериалов зарубежного производства, а также недорогого и нередко — низкокачественного российского и зарубежного кино, что сохранялось в эфире до конца сентября 2001 года.
3 июня 1999 года заместителем генерального директора по информационным и политическим программам становится бывший ведущий программы «Время» Сергей Доренко. Через некоторое время на канал переходит выходец из ВГТРК Эдуард Гиндилеев. Это немедленно сказывается на эфирной политике канала, которая вместо развлекательной начинает приобретать общественно-политическую направленность. В сетке вещания появляются программы «Избир.com», «Президентские гонки», «Место встречи» и «Цитадень». Продолжился запуск в эфир и новых передач развлекательного или юмористического формата: «АМБА-ТВ», «Снято!», «Как стать звездой?», «Ле-Go-Go», «Диск-канал. Крутятся диски», «Без вопросов» и «Наши любимые животные».
25 октября 1999 года канал по решению акционеров МНВК возобновил производство собственных выпусков «Новостей». В течение дня прежде сотрудничавшее с ТВ-6 агентство ТСН ещё продолжало выпускать свои новостные передачи, но центральная аппаратная канала сигнала из студии ТСН-6 уже не получала: в эфир вместо них выходили реклама, мультфильмы или же программа «День за днём». Причина отказа от сотрудничества с ТСН заключалась в том, что Березовского не устраивала схема, когда телеканал не производит новости самостоятельно, а покупает их у стороннего производителя. По другой версии, менеджерам ТВ-6 не нравилось, что в выпусках новостей ТСН постоянно проходили сюжеты о блоке ОВР и его председателе Юрии Лужкове, а остальные события в стране отошли на второй план. Вновь созданную информационную службу возглавил Михаил Пономарёв. Вместе с ним в работу новостного подразделения ТВ-6 влились сотрудники, ранее работавшие в «Вестях» государственного канала РТР, в частности, ведущие Александр Сапожников и Анна Павлова, а также ряд бывших сотрудников ТСН-6. На начальном этапе Служба информации пользовалась услугами и технической помощью родственного канала ОРТ, картинки оперативных и протокольных мероприятий на ТВ-6 (а затем и на ТВС) обычно брались у этого канала или записывались с его прямого эфира. Новостные передачи в период с октября 1999 по июнь 2000 года продолжали выходить по графику, схожему с тем, что был у вещавшей на канале ранее информационной службы ТСН-6, причём утренние и часть дневных таймслотов по будням были переданы другим редакциям ТВ-6: Службе утреннего вещания (9:00, 11:00/13:00) и Службе общественно-политических программ (11:00/13:00 и 17:00, когда в эфире шли курируемые ею передачи «Цитадень» и «Избир.com»).
Освещая думскую предвыборную кампанию 1999 года, телеканал положительно оценивал в информационных сообщениях деятельность СПС и «Единства»; деятельность остальных политических партий и блоков освещалась с нейтральных позиций. На президентских выборах 2000 года ТВ-6, как и другие СМИ медиагруппы Березовского, выразил симпатии кандидатуре тогдашнего и. о. президента Путина. В августе 2000 года, рассказывая о трагедии атомной подводной лодки «Курск», канал ТВ-6 занял позицию, схожую с НТВ, критикуя российского президента за его бездействие и медлительность.
Одновременно на рубеже конца 1990-х и начала 2000-х годов, в связи с экономическим кризисом и пересмотром концепции вещания, из эфира ТВ-6 стали уходить многие популярные программы, запущенные ещё в начальный период его существования: «Акулы пера», «Назло рекордам!?», «О. С. П.-студия», «Обozzz-шоу», «Кинескоп», «Те кто», «В мире людей», «Знак качества», «Партийная зона», «Территория ТВ-6», «Спорт недели», «Театральный понедельник» (последняя в сентябре 2000 года была возобновлена). В декабре 1999 года по желанию ведущего и в связи с его несогласием с тогдашней политической позицией ТВ-6 была закрыта аналитическая программа Станислава Кучера «Обозреватель». Также рассматривались возможности ухода из эфира канала телепрограмм «Катастрофы недели» и «Я сама».

### 2000—2001. Смена концепции вещания
27 августа 2000 года, из-за пожара на Останкинской телебашне, в районе 15:45 вещание телеканала (как и всех остальных центральных) на Москву и Московскую область было прервано ровно на одну неделю. С 31 августа того же года вещание ТВ-6 началось со здания НИИ Радио на улице Казакова; с того же дня канал начал транслироваться и на спутниковой платформе «НТВ-Плюс», вплоть до января 2002 года. Трансляция телеканала с Останкинской башни возобновилась с 6:45 4 сентября 2000 года. С осени того же года генеральным продюсером МНВК вновь стал Иван Демидов, тогда как Юлия Меньшова, ранее занимавшая эту должность, ушла из штата сотрудников МНВК и создала собственную телекомпанию ООО «Студия Юлии Меньшовой», которая в тот же период по контракту производила ток-шоу «Я сама».
В телесезоне 2000—2001 годов рейтинговые показатели телеканала удалось нормализовать. По ежедневной праймовой аудитории в те годы ТВ-6 в столице занимал четвёртое или пятое место, пропуская вперёд ОРТ, РТР, НТВ и ТВЦ. В этот период свою концепцию развития канала как молодёжно-развлекательного придумал и известный телеведущий Владимир Ворошилов. Она была одобрена хозяевами телекомпании, но в обмен на ключевую должность в её руководстве ему было предложено покинуть игру «Что? Где? Когда?» (на что тот не был готов пойти).
Со 2 октября 2000 по 31 августа 2001 года вещание канала по будням начиналось почти на час раньше прежнего: в 6:00 вместо 6:50.
В конце марта 2001 года генеральным директором ТВ-6 становится бывший первый заместитель председателя совета директоров канала ОРТ Бадри Патаркацишвили. Александр Пономарёв на короткое время занимает должность его первого заместителя, а совет директоров канала, почти полностью состоявший из близких к Борису Березовскому лиц, возглавляет Игорь Шабдурасулов. Впервые высказывается идея о радикальном обновлении телеканала и его уходе от развлекательной концепции вещания. Березовский также рассматривал варианты с продажей контрольного пакета акций ТВ-6 немецкому медиахолдингу Лео Кирха.
Сетка вещания
В телесезоне 2000—2001 годов наметилась тенденция к увеличению в эфире программ, рассчитанных не столько на молодёжь, сколько, скорее, на более взрослую и респектабельную аудиторию. К таким проектам относятся программы «Фasoн», «X-фактор», «Про любовь», «Фактор успеха», «Все в сад!», «Сеть», «Россияне», «Как жить по-православному» и «Ой, мамочки!». В течение 2000 года на ТВ-6 были запущены интеллектуальные и развлекательные телеигры «Своя игра», «Петерс-поп-шоу» и «Я знаю всё!». Но самыми рейтинговыми проектами, согласно шортлистам популярных программ ТВ-6 тех лет, всё равно продолжали являться старые программы: «Я сама», «Дорожный патруль», «Вы — очевидец». По сообщению газеты «Московский комсомолец», «Петерс-поп-шоу», несмотря на рекламу, стало провальным (рейтинг 0,2 %), а двухпроцентный рейтинг премьеры программы «Сеть» считался в редакции канала очень высоким.
В свою очередь, часть молодёжных музыкальных и околомузыкальных передач канала (среди них были «Как стать звездой?», «Радиохит» и «Le-Go-Go») была выведена из сетки вещания. Доля собственного производства на телеканале была снижена за счёт начала более тесного сотрудничества со сторонними производителями телеконтента: например, в марте 2001 года дневниковое и трансляционное освещение Чемпионата мира по биатлону среди юниоров для ТВ-6, как и ещё несколько передач канала тех лет («Театральный понедельник», хип-хоп программа «Fresh»), делала ОТРК «Югра».
Одновременно происходят изменения в работе информационных и общественно-политических программ. В середине марта 2000 года по цензурным и политическим соображениям была запрещена к показу передача «Неизвестный Явлинский», несмотря на её упоминание в печатных телепрограммах. Летом 2000 года в связи с низкими рейтингами и нерентабельностью были закрыты программы «Место встречи» Арины Шараповой и «Цитадень» Ивана Демидова. Возникшая в феврале интерактивная программа Тины Канделаки и Алексея Шахматова «Аллё, народ!» в июне была отправлена на переработку формата, а в конце года также прекратила своё существование. С июня 2000 по апрель 2001 года новостное подразделение ТВ-6 стало выходить с собственными передачами только 3 раза в день по будням (15:00, 20:00 и 23:00) и 2 раза по субботам (13:00 и 20:00), выпуски новостей в 9:00 по будням по-прежнему делала Служба утреннего вещания МНВК, в которой работали свои журналисты и ведущие. В дневном эфире в начале каждого нового часа стали выходить короткие выпуски новостей, в рамках которых закадровый голос 30 секунд рассказывал о главных событиях к этому часу.
Кинопоказ на ТВ-6 также претерпел изменения, став более качественным (в частности, в начале 2001 года на канале были показаны все фильмы серии «Кошмар на улице Вязов» и российская премьера фильма Романа Полански «Девятые врата», в итоге вошедшие в шортлисты самых популярных программ канала за недели их демонстрации). Добавилась линейка артхаусных фильмов по выходным вечером под названием «Кино без границ». Был начат более активный показ зарубежных многосерийных телесериалов преимущественно британского производства, в том числе и известного документального цикла «Самые громкие преступления XX века». Несмотря на это, из программной сетки были выведены все телесериалы и мультсериалы для детей и подростков, а частота показа советских мультфильмов была сокращена до почти эпизодической, в связи с чем доля постоянного детского вещания канала стала составлять 0 %.

### 2001—2002. Новые лица. Приход команды Евгения Киселёва

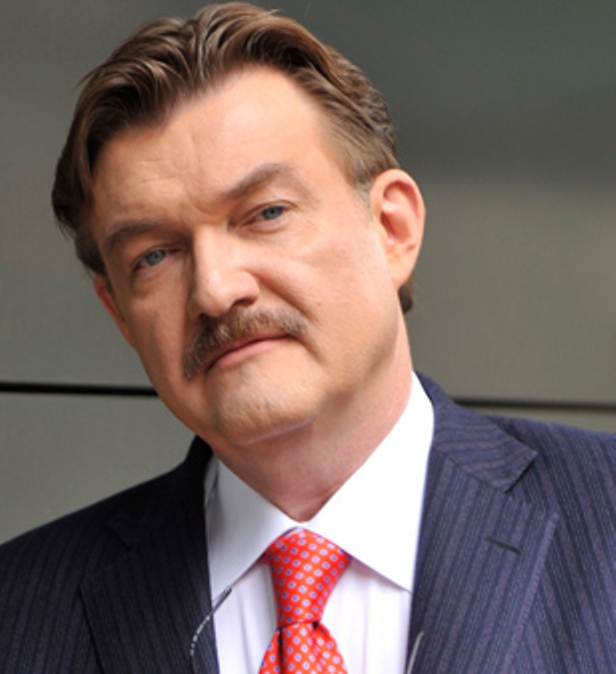
Евгений Киселёв, генеральный директор телеканала в 2001—2002 годах

14 апреля 2001 года, после назначения Бориса Йордана новым генеральным директором телекомпании НТВ и её перехода под контроль холдинга «Газпром-Медиа», из штата НТВ уволилось более 350 сотрудников, не желающих сотрудничать с новым руководством. Борис Березовский предлагает Евгению Киселёву стать и. о. генерального директора канала ТВ-6, а уволившимся с НТВ журналистам — перейти работать на свой канал[прояснить]. 17 апреля подаёт в отставку Александр Пономарёв. Несмотря на отсутствие комментариев по поводу мотивов этого решения, многие связали его уход с назначением Киселёва. За день до этого главный редактор службы информации ТВ-6 Михаил Пономарёв, также написавший заявление об уходе, в интервью радио «Свобода» заявляет, что «ни при каких условиях, как гражданин, как человек, как журналист, просто как human being я не буду работать под руководством Евгения Алексеевича Киселёва». 26 апреля заявление об уходе подал заместитель генерального директора ТВ-6 Александр Олейников, после чего он принял решение перейти работать на «новое» НТВ и занять там должность главного продюсера. Вслед за ним на НТВ с ТВ-6 стали переходить и многие другие эфирные и закадровые сотрудники.
14 мая 2001 года, сразу же после внеочередного собрания акционеров канала, на котором Евгения Киселёва окончательно утверждают в качестве нового генерального директора, ТВ-6 покидают заместители генерального директора Стелла Неретина, Андрей Воскресенский и Иван Демидов, руководитель региональной службы Елена Злотникова и технический директор канала Александр Золотницкий. Все они, кроме Демидова, позднее вместе с Александром Пономарёвым перейдут на канал «Культура», а ещё позже — на телеканал «ТВ Центр» (куда также перешли Александр Олейников и Михаил Пономарёв). Газета «МК» в своей статье, вышедшей на следующий день с заголовком «БАБское ТВ-6», процитировала слова Александра Пономарёва о сложившейся ситуации: «оправдались мои самые худшие опасения». Места ушедших топ-менеджеров заняли люди, работавшие на НТВ и ТНТ — проектах холдинга Владимира Гусинского. Высказывались предложения и о переименовании телеканала, которое не было одобрено Киселёвым и художником Семёном Левиным; кроме того, само переименование было невозможно в соответствии с условиями выданной лицензии.
После прихода команды Евгения Киселёва с канала ушло большинство ведущих, определявших его лицо в предыдущие годы вещания (несмотря на то, что всему коллективу ТВ-6, как ведущим, так и закадровым работникам, было предложено остаться на своих местах). Также серьёзные сокращения пришлись на Службу информации. После того, как руководителем службы информационных программ ЗАО «МНВК» по инициативе ставшего и. о. генерального директора корпорации Евгения Киселёва был назначен Григорий Кричевский, а ведущими вечерних выпусков новостей ТВ-6 стали ушедшие с НТВ телеведущие, из редакции ушли 50 человек из 85 работавших, в том числе и ведущие Анна Павлова и Александр Сапожников. В результате масштабных увольнений часть старых сотрудников ТВ-6 трудоустроилась на ОРТ и НТВ, а в штате информационной службы телекомпании осталось только несколько корреспондентов и технических сотрудников из старого состава, согласившихся работать с новыми менеджерами. Первый месяц работы ни один бывший ведущий или корреспондент Службы информации НТВ не являлся штатным сотрудником информационной редакции ТВ-6: их зачисление в её штат состоялось ровно через месяц (в мае 2001 года), а до этого периода все сотрудники из команды Киселёва располагались в помещениях телекомпании ТНТ, не занимая студийных и редакционных помещений МНВК. Политическая позиция канала в этот период была схожей с той, что была у НТВ до изменения руководства этой телекомпании в апреле 2001 года: пришедшие на ТВ-6 журналисты на новом месте работы не изменили своим прежним взглядам и продолжили давать в эфир репортажи и передачи с жёсткой критикой российских властей, в том числе по ситуации в Чечне и о формировании культа личности Путина.
Лицами обновлённого ТВ-6 стали Марианна Максимовская, Андрей Норкин, Михаил Осокин, Владимир Кара-Мурза, Светлана Сорокина, Ирина Зайцева, Виктор Шендерович, Андрей Черкизов и другие. В телесетке канала снова стали доминировать телепередачи собственного производства, в связи с чем был расширен штат сотрудников МНВК — с 500 человек в мае 2001 года до 1200 в декабре.
С 3 сентября 2001 года вещание ТВ-6 по будням стало осуществляться с 6:45, открываясь выпуском программы «Дорожный патруль».
По общедоступным данным, переход журналистов с НТВ положительно сказался на рейтингах телеканала — доля ТВ-6 за период с января по декабрь 2001 года увеличилась с прежних 7,82 % в начале года до 16,11 % в конце. Основные рейтинги телеканалу приносили российские детективные сериалы, новостные и аналитические программы «Сейчас» и «Итоги», программа «Тушите свет», другие проекты со старого НТВ и оригинальные программные разработки канала — «Земля — воздух» и «За стеклом». Из старых проектов наибольшей популярностью пользовался «Дорожный патруль». По ежедневной аудитории в столице канал ТВ-6 в это время часто занимал второе (реже — первое) место, уступая только каналу ОРТ; по стране в целом он чаще всего был третьим или четвёртым по популярности, в том числе и ввиду особенностей распространения сигнала в регионах.
Сетка вещания
С 21:35 17 апреля 2001 года из студии ТНТ на канале стала выходить информационная программа «Сегодня на ТВ-6». Ведущим первого эфира стал Михаил Осокин, костяк работавшего над программой коллектива составляли выходцы со «старого» НТВ. Функции итоговой программы с 22 апреля стала выполнять передача Евгения Киселёва «Итоги». До 26 мая 2001 года выпуски части информационно-политических передач журналистов «команды Киселёва» выходили параллельно как на ТВ-6, так и на ТНТ, поскольку все бывшие сотрудники НТВ до конца этого месяца всё ещё продолжали ходить на работу в редакцию последнего. По построению новостные выпуски на ТВ-6 (и далее на ТВС) отступали от принятой на тогдашних государственных каналах схемы построения выпуска «президент — Госдума — Чечня — криминал — вести с полей», меняя местами материалы по темам в соответствии с их актуальностью по мнению ведущих или руководителей информационной службы. Эфиры с Михаилом Осокиным отличались от остальных тем, что иногда могли приобретать несерьёзный или иронический характер.
С апреля по июнь 2001 года программы журналистского коллектива старого НТВ соседствовали в сетке вещания канала с молодёжными и развлекательными программами, готовившимися старым трудовым коллективом ТВ-6. С июня по сентябрь 2001 года Евгений Киселёв принимает решение о прекращении вещания большинства популярных молодёжно-развлекательных программ. После «чистки» сетки вещания в ней осталось всего несколько передач, оставшихся от старой концепции вещания ТВ-6, — «День за днём», «Дорожный патруль», «Все в сад!», «Катастрофы недели», «Star Старт», «Сеть», «Моё кино» (была переформатирована в авторскую документальную программу), «Я знаю всё!», «Скандалы недели» (была переименована в «Нравы») и «Вы — очевидец». Команда программы «Наши любимые животные» раскололась: одна часть перешла на НТВ и делала в утреннем эфире передачу с таким же названием (поскольку права на его использование принадлежало компании ушедшего с ТВ-6 на НТВ Александра Олейникова под названием «Лидер-ТВ»), а другая часть, вместе с ведущей Юлией Проскурнёй, осталась на канале и сменила название на «Просто звери». Несмотря на намерение нового руководства сохранить выход передач «Я сама» и «Театральный понедельник», они также были закрыты ввиду истечения срока контракта Юлии Меньшовой с МНВК и ухода с канала главного режиссёра Елены Лапиной соответственно.
В результате изменения концепции место развлекательных программ заняли сатирические проекты на политические темы «Итого» и «Тушите свет». Музыкальное вещание после отказа от сотрудничества с «Диск-каналом» также было существенно сокращено и стало представлено передачами, популяризирующими русские народные, дворовые и шансонные хиты: «В нашу гавань заходили корабли» Эдуарда Успенского и «Соловьиная ночь», которую вёл присоединившийся к команде Киселёва Владимир Соловьёв, ранее работавший на ОРТ, но продолживший совмещать работу на ТВ-6 с работой на ТНТ. Позднее к ним добавилось новое музыкальное шоу «Земля — воздух» с ведущим Василием Уткиным, включавшее в себя живые выступления групп и исполнителей и обсуждения с участием представителей центральных радиостанций страны. Поскольку вместе с командой старого НТВ с ТВ-6 стали сотрудничать многие журналисты и комментаторы из спортивной редакции спутникового оператора «НТВ-Плюс», на канале почти сразу же восстановились и постоянные спортивные трансляции.
Одновременно в эфире телеканала резко сокращается число зарубежных сериалов, а их место в эфире занимают российские детективные телесериалы «Улицы разбитых фонарей», «Агент национальной безопасности», «Крот», «Тайны следствия», «Бандитский Петербург» и «Охота на Золушку» из пакета Владимира Досталя, ранее транслировавшиеся на НТВ и ТНТ. На канале состоялись премьерные показы ставших популярными российских сериалов , «Чёрный ворон» и «Сыщики», а также латиноамериканского телесериала «Женщина с характером» (был показан не полностью из-за последующих событий). Кинопоказ канала был сокращён до демонстрации старых советских или российских кинофильмов с минимумом премьер или зарубежных фильмов.
Окончательное изменение эфирной политики канала завершается к сентябрю 2001 года. 3 сентября телеканал вышел в эфир с новыми логотипом и графическим оформлением межпрограммных заставок и передач, разработанными дизайн-студией «Телеателье» под руководством Семёна Левина (бывшего главного художника НТВ).
Название главной новостной программы канала с 3 сентября было сменено с «Сегодня на ТВ-6» на «Сейчас», а количество её ежедневных выпусков было увеличено с первоначальных 4 до 11 по будням и с 2 до 3 по субботам, в связи с тем, что она стала выходить в эфир с двухчасовым шагом по рабочим дням и с четырёхчасовым по выходным. Итоги завершившегося дня стала подводить аналитическая программа «Грани» с Владимиром Кара-Мурзой. Она выходила в формате, в котором в 1990-е и 2000-е годы существовала программа канала НТВ «Сегодня в полночь», включала в себя обзор политических новостей в стране и мире за прошедшие сутки, рубрику «Тема дня», в которой одну главную новость комментировали эксперты (политики, политологи, учёные, публицисты), а также «Обзор прессы» (обозрение наиболее интересных публикаций в утренней российской и мировой периодике с синхронами журналистов и редакторов). Кроме того, ТВ-6 стал активно развивать и теледокументалистику, запустив в эфир серии циклов «Новейшая история», «Свидетели века», «Детство» Тофика Шахвердиева, «Интересное кино» Бориса Бермана и Ильдара Жандарёва и «Штурм будет стоить дорого» Бориса Соболева.
С конца сентября 2001 года программное вещание ТВ-6 постепенно пополнили другие проекты журналистов команды Киселёва, в том числе и новые: «Дачники» с Марией Шаховой, «Глас народа» со Светланой Сорокиной, «Без галстука» с Ириной Зайцевой, «Без протокола» с Борисом Берманом и Ильдаром Жандарёвым и др. В середине осени того же года телеканал запускает в эфир первое в России реалити-шоу «За стеклом».

### Закрытие телеканала
27 сентября 2001 года Арбитражный суд Москвы удовлетворил иск пенсионного фонда «Лукойл-гарант» (входящего в нефтяную компанию «Лукойл», на тот момент контролировавшую 15 % акций «ТВ-6 Москва») о ликвидации ЗАО «МНВК» на основании, что чистые активы телекомпании на протяжении последних 3 лет были ниже минимального размера уставного капитала.
26 ноября апелляционная инстанция Московского арбитражного суда оставляет в силе решение того же суда от 27 сентября. 29 декабря 2001 года Федеральный арбитражный суд Московского округа отменяет решение о ликвидации МНВК и направляет дело на новое разбирательство в Московский арбитражный суд. 4 января 2002 года зампред Высшего арбитражного суда Эдуард Ренов в порядке надзора выносит протест на решение Федерального арбитражного суда Московского округа от 29 декабря.
11 января 2002 года президиум Высшего арбитражного суда РФ подтверждает решение нижестоящих судов о ликвидации МНВК. Данное решение было принято за два дня до принятия Государственной Думой РФ закона, запрещающего миноритарным акционерам, каким в данном деле являлся «Лукойл», подавать в суд подобные иски. Против закрытия ТВ-6 выступили Борис Ельцин, Михаил Горбачёв, Григорий Явлинский, Руслан Аушев, Вячеслав Володин, Ирина Хакамада, Борис Немцов, Любовь Слиска, Ясен Засурский, Александр Вершбоу, Олег Попцов, Валерия Новодворская и Владимир Познер. В Санкт-Петербурге, Екатеринбурге и Самаре проходили стихийные митинги в поддержку телеканала.
Александр Пономарёв, на тот момент являвшийся генеральным директором канала «Культура», высказал предположение, что «будет найдено такое решение, когда зрители не потеряют канал, а журналисты будут заниматься своим делом», а ставшая генеральным директором телекомпании ВИD Лариса Синельщикова охарактеризовала сложившуюся ситуацию как «вопрос конфликта собственников, а не политики», добавив, что «закрытие канала, как крайняя мера, говорит о профессиональной беспомощности менеджмента канала и его владельца».
15 января на общем собрании трудового коллектива ТВ-6 ведущими журналистами телеканала было принято решение учредить вместо «МНВК» новую телекомпанию в лице ООО «ТВ-6». Среди учредителей были 36-47 человек из трудового коллектива канала, как из «старого», так и из «нового» состава сотрудников. Гендиректором новой организации был назначен Евгений Киселёв. Первоначально ООО «ТВ-6» рассчитывало пройти необходимые юридические процедуры и попросить у Минпечати лицензию на вещание, отобранную у МНВК, а в марте 2002 года оно стало одним из владельцев ЗАО «Шестой телеканал».

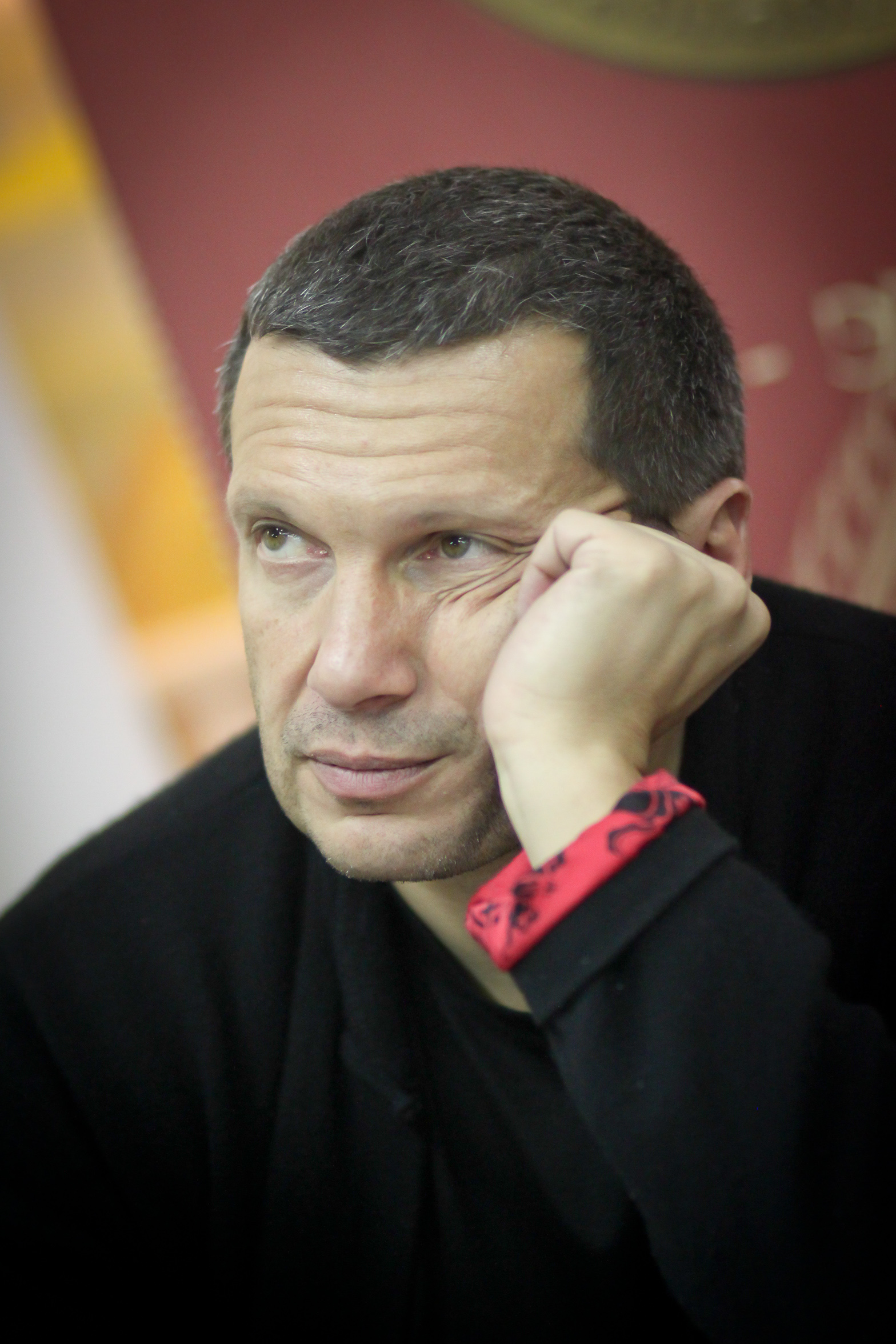
Владимир Соловьёв вёл самую последнюю передачу в истории ТВ-6

Вещание ТВ-6 было отключено в 0:00 мск 22 января 2002 года непосредственно на 6 ТВК в Москве и Московской области и через 10-15 минут — во всех остальных регионах вещания. В это время в прямом эфире из 5-й студии Останкино шла программа «Соловьиная ночь», гостем эфира был Михаил Круг. Ведущий Владимир Соловьёв так попрощался с телезрителями (во время его речи отключают микрофон и убирают музыку, но вскоре включают их обратно):

Ребята, мы вынуждены с вами попрощаться, потому что власть сделала своё абсолютно чёрное дело. В Москве нас больше нет, и через несколько минут не будет по регионам. Простите нас, пожалуйста. Мы сделали всё, что могли. Это могла быть чья-то вина, но это ничья не вина. Такая у нас власть, такая у нас жизнь, такое у нас время. Всего вам хорошего! До свидания!
Спустя несколько секунд картинка из студии сменилась на статичную заставку с логотипом ТВ-6 образца сентября 2001 года (в это время логотип в левом верхнем углу на экран уже не выводился), через несколько минут — на настроечную таблицу. Затем на экране появилась надпись «Нас сняли с эфира», в свою очередь, снова сменившаяся на настроечную таблицу. Примерно в 0:15 сигнал ТВ-6 перестал поступать на регионы: это произошло после того, как была отключена аварийная система поддержки вещания. Пресс-секретарь телеканала подтвердила, что в редакции в тот момент не было света и были отключены телефоны. Всё происходящее она назвала «широкомасштабной операцией». Что же казалось вещания ТВ-6 за рубежом, то была также выключена подача сигнала на спутник, «поскольку „Интер-ТВ“ вещает через спутник Hot Bird, а спутник выключить нельзя».
До официально объявленного по программе конца эфира (1:25 мск) телеканал должен был показать премьерные выпуски ещё как минимум двух передач — «За стеклом» и «Дорожный патруль». Отключение случилось уже после того, как печатным изданиям и региональным партнёрам была дана сетка вещания ТВ-6 на период с 28 января по 3 февраля 2002 года, которая была бы актуальна в случае иного поворота событий в ночь с 21 на 22 января. Однако печатные издания (в основном московские), подписанные в печать после 22 января 2002 года, программу телеканала на этот период уже не публиковали.
С 7:00 мск на бывшей частоте ТВ-6 в Москве и Московской области началась трансляция спутникового канала «НТВ-Плюс Спорт» без рекламы и логотипа вещателя, затем — с рекламными блоками и логотипом «Производство НТВ-Плюс» в правом верхнем углу телеэкрана. При этом контракты с некоторыми партнёрами ТВ-6 (в том числе с «Видео Интернешнл» о размещении рекламы и с «Метео-ТВ» о производстве блоков прогноза погоды) продолжили действие при временном вещателе на «шестой кнопке», несмотря на то, что «НТВ-Плюс» с вышеназванными компаниями не сотрудничал. В остальных регионах эфирное время ТВ-6 заменили по-разному. Где-то ретранслировали другие телеканалы. В других местах эфир заполнили собственными программами. Сразу после закрытия канала выпуски новостей «Сейчас», а также некоторых других авторских программ телеканала выходили в эфир в аудиоварианте на радиостанции «Эхо Москвы» (до 1 апреля 2002 года).
С 1 апреля 2002 года все штатные сотрудники ЗАО «МНВК» (их к тому моменту насчитывалось около 1000 человек) были переведены на работу в ЗАО «Шестой телеканал», выигравшее 27 марта тендер на вещание на шестом ТВК, в рамках ликвидации вещателя ТВ-6 и начала вещания ТВС. Некоторые сотрудники ТВ-6 в период отсутствия команды Киселёва, воспользовавшись эфирной паузой, перешли на ОРТ, РТР, REN-TV или RTVi или же вернулись обратно на НТВ. Основой для сетки вещания ТВС стала подавляющая часть бывших программ позднего ТВ-6 (с некоторыми изменениями), но при этом ставшие популярными ещё до событий 2001 года программа «Вы — очевидец» и программа «Дорожный патруль», первоначально возникшие на ТВ-6, перешли на телеканалы REN-TV и РТР соответственно. В этот же период права на показ 22 российских телесериалов, демонстрировавшихся на ТВ-6 в сезоне 2001—2002 годов, отошли обратно к каналу НТВ.

### После закрытия
На 6 ТВК был объявлен конкурс, который прошёл 27 марта 2002 года. Конкурс был выигран телеканалом ТВС, практически полностью состоявшим из журналистов нового ТВ-6, но канал просуществовал всего год и также был закрыт. После закрытия ТВС в июне 2003 года частоту занял государственный канал «Спорт» (ВГТРК), впоследствии переименованный в телеканал «Россия-2». Первые несколько лет данный телеканал вещал без официальной лицензии — по специальному разрешению Министерства РФ по делам печати и телерадиовещания и единственного оставшегося законного владельца в лице ЗАО «МНВК».
С 5 января 2005 года лицензия на вещание, выданная в декабре 1999 года ЗАО «МНВК», истекла. После этого в законную силу вступила лицензия учредителя телеканала ТВС в лице некоммерческого партнёрства «Медиа-Социум», по которой вещание спортивного телеканала продлилось вплоть до июля 2007 года, до тех пор, пока она не была аннулирована в связи с отсутствием заявления о её продлении после мая 2007 года. По итогам конкурса Россвязьнадзора от 30 августа 2007 года «Спорт» официально получил право вещать на пуле частот, в который в том числе входил и шестой частотный канал в Москве. При этом часть региональных филиалов бывшего ТВ-6 или ретрансляторов, отвечавших за распространение его сигнала в регионах, в 2002—2003 годах или же прекратила существование, или же была перекуплена телесетями СТС, ТВ-3 и REN-TV.

### Мнения о закрытии телеканала
По словам Бориса Немцова, глава Высшего арбитражного суда Вениамин Яковлев рассказал ему, что получил от президента Владимира Путина указание закрыть ТВ-6, чтобы избавиться от средства массовой информации, принадлежащего Борису Березовскому. Представители движений «Либеральная Россия» и «Яблоко» Сергей Юшенков и Сергей Иваненко охарактеризовали происходящее с ТВ-6 как наступление на свободу слова.
По мнению Юрия Фельштинского, российские власти отняли телеканал у Бориса Березовского за несколько дней до запланированного им показа фильма «Покушение на Россию» о расследовании взрывов жилых домов в Москве и Волгодонске в сентябре 1999 года.

### Отмена ликвидации МНВК
Судебный пристав Андрей Федорченко, вынесший решение отключить ТВ-6 от эфира, 13 января 2003 года отменил своё решение о ликвидации МНВК и решение о прекращении вещания ТВ-6. Сделано это было по инициативе «Лукойл-Гаранта», по иску которого была закрыта телекомпания.
Председатель ликвидационной комиссии МНВК Павел Черновалов заявлял о готовности «обращаться в Минпечати с просьбой о возобновлении вещания ТВ-6 на шестом канале». Борис Березовский надеялся вернуть себе отобранную частоту.
Тогдашний генеральный директор ТВС Руслан Терекбаев на эти события отреагировал следующим образом: «Я не юрист, поэтому трудно понять, какие последствия могут быть. Ликвидация МНВК послужила основанием для лишения их лицензии. Является ли это законным, я судить не берусь, потому что здесь юридические казусы. <…> На сегодняшний день могу сказать одно: это неприятная для нас ситуация. Насколько — пока не берусь судить». В программе «Тушите свет» на том же канале действия властей были названы «издевательством». Три раза за два года команда Евгения Киселёва была лишена эфира. После прекращения вещания ТВС компания МНВК так и не вышла в эфир, и 10 апреля 2006 года была окончательно ликвидирована.
После истечения сроков действия лицензии МНВК (в январе 2005 года), а затем и НП «Медиа-Социум» (в мае 2007 года) единственным владельцем частоты оставалась ВГТРК.

## Кинопроекты
При непосредственном участии и поддержке ТВ-6 были выпущены и показаны следующие художественные фильмы:
- 1995 — Всё будет хорошо![706] (полная режиссёрская версия)
- 1995 — Какая чудная игра[707]
- 1996 — Операция «С Новым годом!»[708][709]
- 1997 — Бедная Саша[7][708][710]
- 1998 — Контракт со смертью[706][711]
- 2000 — Сестра-3[712]
- 2000 — Витрина[386][713]

## Критика

### Период 1995—2001
В 1990-е годы, когда ТВ-6 вещал в развлекательном формате, телевизионная критика периодически негативно рецензировала программное наполнение канала и отмечала его крайне невысокий художественный и интеллектуальный уровень. Телекритик Сергей Фомин в своих заметках характеризовал уровень программного вещания шестого канала как тот, «с которого не только некуда падать, но даже и ползти». Несколько статей газеты «Культура» 1990-х и начала 2000-х годов критиковали ТВ-6 за общий попсово-бульварный крен в своём эфире, посчитав, что канал приучает своего зрителя к «утробно-смеховой логике шоу Бенни Хилла и трупно-кровавой логике „Дорожного патруля“», а разнузданность его тогдашних передач и ведущих была сопоставима с печатными периодическими изданиями вроде «МК-Бульвара».
Одновременно с этим, ТВ-6 в те годы также мог подвергаться отдельной критике со стороны телеобозревателей за чрезмерное присутствие в его эфирной сетке программ и фильмов криминальной тематики, в том числе и в «детское» время. Претензии сводились к трансляции передач «Дорожный патруль», «Катастрофы недели» и «Самые громкие преступления XX века», а также боевиков и фильмов-катастроф со сценами жестокости и насилия практически в каждом кадре.
В период с 2000 по 2001 год, несмотря на все нововведения, канал продолжили критиковать в прессе за невысокое качество и крайне примитивный характер показываемых на нём телешоу. К этому обстоятельству добавились ещё два новых: редкое обновление программ и наполнение сетки вещания повторами неактуальных и устаревших со времени премьеры с точки зрения содержания телепередач. В частности, с таким мнением выступали в те годы критик, профессор ВГИКа Вадим Михалёв и журналистка Элина Николаева:

Чем вчерашняя сетка программ отличается от позавчерашней и будет отличаться от завтрашней, не пойму. В сущности, канал тасует колоду из трёх-четырёх карт. Это — «Дорожный патруль» (несколько раз в день), ежедневные и тоже по нескольку раз «Петерс-поп-шоу», «Скандалы недели», «Самые громкие преступления XX века». Плюс пара юмористических шоу, об уровне которых предпочитаю умолчать… Уже не спасают канал ток-шоу «Я сама» и героические усилия ведущей Юлии Меньшовой, а также «Моё кино» с Виктором Мережко, который просто теряется на фоне ежедневной программной «жвачки». Канал в своё время заявлялся как молодёжный, но неужели молодёжь, по мнению руководства канала, так невзыскательна, что ей всё время можно предлагать перечисленное выше?
— Цит по: ТВ-РЕЙТИНГ. Культура (7 декабря 2000).

Информация о том, что канал окончательно обнищал, подтверждается ежедневно. В эфир ставятся программы второй свежести, уже выходившие раньше. Так, в кулинарной программе «Пальчики оближешь» сейчас дают рецепты приготовления весенних салатов и рекомендуют продукты, помогающие от авитаминоза…
— Цит по: Многоканальные новости. Московский комсомолец (12 октября 2000).
По словам руководителя службы социологического анализа МНВК Всеволода Вильчека, перешедшего с НТВ, на момент изменения руководства ТВ-6 переживал не самый лучший период своего существования и начал морально устаревать: «Канал оказался в полном провале, здесь был всесторонний распад, чудовищное гниение…, и он давно не пользовался популярностью». Схожую точку зрения высказывали также Евгений Киселёв, новый исполнительный директор Павел Корчагин, председатель совета директоров МНВК Игорь Шабдурасулов, ведущий программ Кирилл Набутов и новый генеральный продюсер Александр Левин.

### Период 2001—2002
В ноябре 2001 года публицист Илья Мильштейн в одной из своих колонок отмечал, что бывший журналистский коллектив НТВ, обосновавшись в эфире ТВ-6, в вопросах освещения политики Путина, а также второй российско-чеченской войны стал более сдержанным и менее критичным и агрессивным, чем на своём бывшем канале:

ТВ-6 — единственный сегодня общероссийский телеканал, не отражающий в полной мере ни точку зрения Кремля, ни мнение владельца. Не станем преувеличивать его оппозиционность: в отношении к Путину, к войне чеченской, к прочим свинцовым радостям нашей жизни наученные горьким энтэвэшным опытом журналисты ведут себя аккуратно, не подставляясь.

Вместе с этим, в другой статье тот же публицист отмечает, что команде Киселёва на ТВ-6 всё же удалось совершить невозможное: превратить «вялый и бездарный молодёжный канал в один из самых популярных общероссийских». Факт изменения концепции и качества вещания телеканала в лучшую сторону с переходом туда команды НТВ в дальнейшем был подтверждён немногочисленными оставшимися на ТВ-6 сотрудниками.
Об изменении состава информационной редакции на ТВ-6 Киселёв впоследствии вспоминал:

Во-первых, там не было никакой команды, во-вторых, часть команды уже была с чемоданами на выходе, потому что известно было, что мой предшественник Александр Пономарёв вот-вот будет назначен руководителем канала «Культура» и соответственно, большая группа товарищей готовилась вслед за ним перейти на этот канал. А в-третьих, мы никого, что называется, не выгоняли. Это было базовое условие, все остаются работать. Мы вынуждены были даже в этой связи взять на работу, готовы были (это не произошло) взять, что называется, лишних людей, лишь бы никого не уволить. Те, кто ушёл — ушёл, потому что испугались конкуренции. <…> Многие журналисты, многие корреспонденты информационной службы только выиграли от того, что наша команда пришла на шестую кнопку.
— Цит. по: Особое мнение. Все выпуски. Евгений Киселёв. Эхо Москвы (14 апреля 2004).
Отдельную критику вызвал показ по ТВ-6 в октябре и ноябре 2001 года реалити-шоу «За стеклом», которое журналист Марина Леско в своей статье в газете «Музыкальная правда» охарактеризовала как «свежая подтяжка на старческом лице», добавляя, что «ему место на MTV вместо сериала „Факультет“, а не в отстойнике», подразумевая под последним ТВ-6 под руководством Евгения Киселёва. Через две недели после запуска программы представитель Московского патриархата, протоиерей Всеволод Чаплин, заявил, что программа имеет «чересчур откровенный, даже разнузданный характер». Позже митрополит Кирилл, отвечая на вопросы, высказался, что Русская Православная Церковь «категорически против подобного рода экспериментов на нашем телевидении и не просто их осуждает, а более чем осуждает».
Талгат Таджуддин, верховный муфтий России и европейских стран СНГ, потребовал запретить показ передачи и назвал демонстрацию частной жизни «настоящим бесстыдством», а показ интимных отношений охарактеризовал словами «не что иное, как пропаганда разврата». С критикой проекта как «безнравственного» выступала также депутат Мосгордумы Людмила Стебенкова. Борис Березовский об этом высказывался следующим образом:

Когда я пригласил энтэвэшную команду Киселёва на ТВ-6, народ просто озверел: Березовский — гад, хороших людей обидел, молодёжную тусовку на 6-м канале разогнал! А сегодня этот самый многомиллионный народ вперился в экран ТВ-6 и день и ночь обсуждает «За стеклом».

Критики национал-патриотических взглядов (публицисты газет «Завтра» и «Слово») периодически высказывали претензии относительно ярко выраженной прочеченской позиции канала, занятой им при освещении российско-чеченской войны и других событий, происходящих на Кавказе (аналогичные претензии предъявлялись ими же и во времена старого НТВ, и во времена ТВС).

## Руководители
Генеральные директора
- Александр Пономарёв (1993—2001)[746][747]
- Бадри Патаркацишвили (март—апрель 2001)[372]
- Евгений Киселёв (2001—2002)[748]

Заместители генерального директора
- Лариса Синельщикова (1993—1998)
- Александр Олейников (1994—2001)[749]
- Иван Демидов (1995—2001)[750]
- Стелла Неретина (1996—2001)[7][751]
- Сергей Доренко (1999)[752]
- Эдуард Гиндилеев (1999—2001)[753][754]
- Павел Корчагин (2001—2002)[755][756]

Исполнительные директора
- Александр Пономарёв (март—апрель 2001)[372][757]
- Павел Корчагин (2001—2002)[758][759][760]

Главные (генеральные) продюсеры и руководители службы производства программ
- Иван Демидов (1993, 2000—2001)[761][762][763]
- Кирилл Легат (1993—1994)[67][764]
- Николай Фоменко (1994—1995)[122][765]
- Александр Олейников (1995—1997)[766]
- Юлия Меньшова (1997—2000)[265][401][767]
- Александр Левин (2001—2002)[551]

Исполнительные продюсеры
- Никита Клебанов (2001—2002)

Директор дирекции программ
- Олег Точилин (2001—2002)[768]

Заместитель директора дирекции программ
- Людмила Бродская (2001—2002)[769]

Главные редакторы службы информации
- Сергей Доренко (1993—1994)[770][771]
- Борис Непомнящий (1996)
- Александр Поклад (1996—1997)[772]
- Владислав Флярковский (1998—1999)[773][774]
- Михаил Пономарёв (1999—2001)[775]
- Григорий Кричевский (2001—2002)[776][777]

Руководители службы кинопоказа
- Татьяна Воронович (1993—1998)[778][779][780]
- Вячеслав Марасанов (1998—1999)[265][781]
- Анна Любашевская (1999—2001)[782][783]
- Александра Виноградова (2001—2002)[784]

Продюсеры утреннего вещания
- Игорь Шестаков (1998—2001)[294][785][786]
- Александр Левин (2001—2002)[787]

Руководитель Службы социологического анализа
- Всеволод Вильчек (2001—2002)[788][789]

Руководители Службы спортивного вещания
- Алексей Ефимов (1994—2000)[790][791][792]

Пресс-секретари
- Ольга Горкина (1997—2001)[793][794]
- Татьяна Блинова (2001—2002)[795]

Видеодизайнеры / Главный художник
- Андрей Чудесников, Сергей Дерябин, Григорий Лутовинов, Степан Жаркий и др. (1998—2001)[796]
- Семён Левин (2001—2002)[797]

Музыкальные оформители
- Елена Дединская (1994—1996)[798]
- Олег Литвишко (2001, частично)
- Сергей Педченко (2001—2002)[799][800]

С 1993 по 1995 год использовались треки из библиотеки звуков канала TNT образца конца 1980-х годов, с 1996 по 1998 год — из музыкальной библиотеки DeWolfe, с 1999 по 2002 год — из музыкальной библиотеки Abaco. Также в заставках канала часто звучали и другие известные советские, российские и зарубежные музыкальные композиции.
Технические директора
- Александр Золотницкий (1998—2001)[801]
- Александр Гречишников (2001—2002)[802]

Руководители службы региональных связей
- Елена Злотникова (1993—2001)[803][804]
- Ольга Писаржевская (2001—2002)[805]

Финансовые директора
- Андрей Воскресенский (до 2001)[806]
- Елена Метликина (2001—2002)[807]

Директор по персоналу
- Светлана Платонова (1997—2002)[808]